# Siân Grigg
Siân Grigg (País de Gales, 2 de abril de 1969) é uma maquiadora galesa. Como reconhecimento, foi nomeada ao Oscar 2016 na categoria de Melhor Maquiagem e Cabelos por The Revenant (2015). Além disso ganhou o BAFTA de Melhor Maquiagem e Caracterização no 58º British Academy Film Awards por seu trabalho em The aviator (2004).

## Links externo
- Siân Grigg- Imdb.com